# Varechovce
Varechovce (ukr. Варіхівці, Warichiwci) – wieś (obec) na Słowacji położona w kraju preszowskim, w powiecie Stropkov. Pierwsze wzmianki o miejscowości pochodzą z roku 1430.
Według danych z dnia 31 grudnia 2012, wieś zamieszkiwało 173 osoby, w tym 91 kobiet i 82 mężczyzn.
W 2001 roku rozkład populacji względem narodowości i przynależności etnicznej wyglądał następująco:
- Słowacy – 76,92%
- Czesi – 1,18%
- Rusini – 15,98%
- Ukraińcy – 4,73%
- Węgrzy – 0,59%

Ze względu na wyznawaną religię struktura mieszkańców kształtowała się w 2001 roku następująco:
- Katolicy rzymscy – 4,73%
- Grekokatolicy – 91,12%
- Prawosławni – 3,55%
- Ateiści – 0,59%